# Khatgal
Khatgal (en mongol: Хатгал, ᠬᠠᠳᠭᠠᠯ) es un antiguo sum de Mongolia que pertenece hoy en día al de Alag-Erdene, en el aymag de Hövsgöl, situándose en el extremo sur del lago Hövsgöl. Khatgal tiene una pista de aterrizaje y un pequeño puerto, además de una escuela, una oficina de correos y puente que conecta ambas orillas del Río Eg.

## Historia
Khatgal fue fundada en 1727 como un campamento del sistema de publicaciones de vigilancia de Mongolia. En 1910, se había formado un pequeño asentamiento, principalmente a través del comercio con Rusia. En 1914 se estableció una conexión telegráfica desde la ciudad fronteriza rusa Mondy hasta Uliastai vía Khatgal, y en 1921 ya vivían unos 150 inmigrantes de origen ruso.
Ese mismo año, Khatgal se convirtió en un centro administrativo en la región. En 1931 se convirtió en el centro del aymag de Khövsgöl, pero poco después, en 1933, la administración se trasladó a Mörön.
Durante la República Popular de Mongolia, Khatgal se desarrolló activamente. El puerto fluvial de la ciudad se especializó en el transporte de productos petrolíferos de la URSS a Mongolia, que se llevaba a cabo durante verano a través de barcos, y durante el invierno por el llamado "camino de invierno", que se encontraba lago que se congelaba debido a las bajas temperaturas.
La ciudad tenía alrededor de 7000 habitantes y una planta de energía en 1990, pero la desaparición de las rutas de transporte y el cierre de una fábrica local de lana provocaron altas tasas de migración, dejando solo 3.756 habitantes en 1994 y 2.498 habitantes en el censo de 2000. La última estimación oficial de población fue 2.796 en 2006. Años más tarde, Khatgal también perdió su estatus de ciudad, siendo ahora administrativamente parte de Alag-Erdene. En 2007, Khatgal se conectó a la red eléctrica central de Mongolia y a los servicios de telefonía móvil.

## Economía

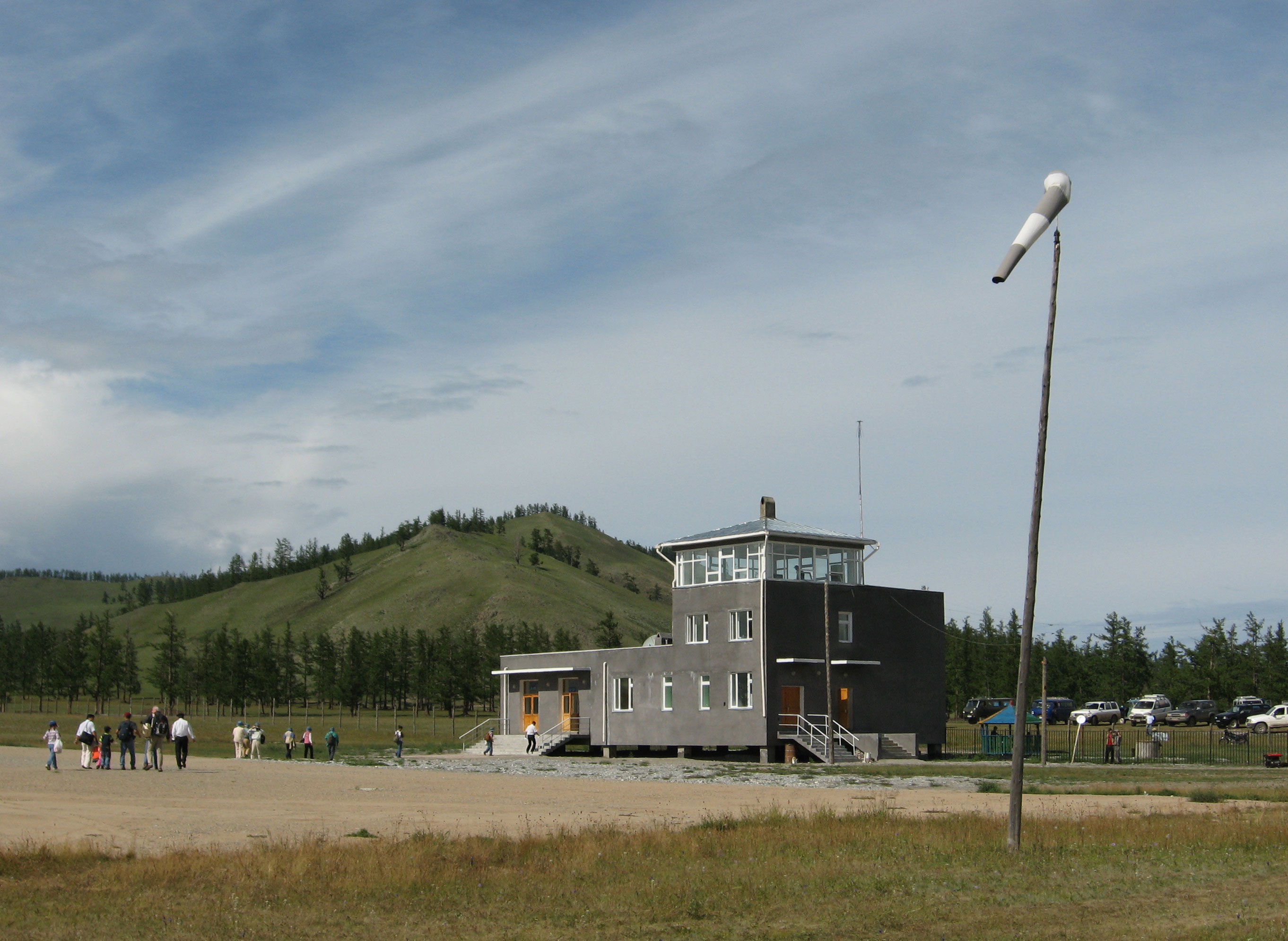
Aeropuerto de Khatgal.

Dado que Khatgal es un buen punto de partida para los muchos campamentos de pequeños gers a lo largo de la costa oeste del lago Khövsgöl, el turismo es ahora una de las principales ramas de la economía local. En 2007, se completó una nueva nueva edificación del aeropuerto, siendo la ciudad de Khatgal desde entonces parte del programa nacional de destinos de MIAT Mongolian Airlines.

## Clima
Khatgal presenta un clima subpolar (Köppen Dwc) con inviernos muy largos, muy secos y fríos, y veranos cortos, suaves y relativamente húmedos. La luz del sol es abundante durante todo el año y es especialmente alta durante el invierno teniendo en cuenta que se encuentra por encima del paralelo 50.
| Parámetros climáticos promedio de Khatgal | Parámetros climáticos promedio de Khatgal | Parámetros climáticos promedio de Khatgal | Parámetros climáticos promedio de Khatgal | Parámetros climáticos promedio de Khatgal | Parámetros climáticos promedio de Khatgal | Parámetros climáticos promedio de Khatgal | Parámetros climáticos promedio de Khatgal | Parámetros climáticos promedio de Khatgal | Parámetros climáticos promedio de Khatgal | Parámetros climáticos promedio de Khatgal | Parámetros climáticos promedio de Khatgal | Parámetros climáticos promedio de Khatgal | Parámetros climáticos promedio de Khatgal |
| Mes                                       | Ene.                                      | Feb.                                      | Mar.                                      | Abr.                                      | May.                                      | Jun.                                      | Jul.                                      | Ago.                                      | Sep.                                      | Oct.                                      | Nov.                                      | Dic.                                      | Anual                                     |
| ----------------------------------------- | ----------------------------------------- | ----------------------------------------- | ----------------------------------------- | ----------------------------------------- | ----------------------------------------- | ----------------------------------------- | ----------------------------------------- | ----------------------------------------- | ----------------------------------------- | ----------------------------------------- | ----------------------------------------- | ----------------------------------------- | ----------------------------------------- |
| Temp. máx. abs. (°C)                      | -0.0                                      | 5.4                                       | 15.5                                      | 22.4                                      | 27.0                                      | 29.7                                      | 28.4                                      | 30.4                                      | 24.7                                      | 20.2                                      | 9.3                                       | 6.9                                       | '                                         |
| Temp. máx. media (°C)                     | -15.7                                     | -11.6                                     | -3.5                                      | 4.7                                       | 12.9                                      | 17.7                                      | 18.5                                      | 17.2                                      | 12.5                                      | 3.7                                       | -6.3                                      | -13.4                                     | 3.1                                       |
| Temp. media (°C)                          | -23.2                                     | -21.0                                     | -12.8                                     | -3.4                                      | 4.7                                       | 9.9                                       | 11.6                                      | 10.2                                      | 4.3                                       | -4.6                                      | -13.7                                     | -20.7                                     | -4.89                                     |
| Temp. mín. media (°C)                     | -30.0                                     | -28.8                                     | -21.5                                     | -10.6                                     | -3.5                                      | 2.3                                       | 5.6                                       | 3.8                                       | -2.7                                      | -11.3                                     | -20.7                                     | -26.6                                     | -12                                       |
| Temp. mín. abs. (°C)                      | −46.5                                     | -44.5                                     | −41.5                                     | -29.0                                     | -17.6                                     | -8.6                                      | -4.7                                      | -6.7                                      | -22.5                                     | -37.6                                     | −39.8                                     | −44.2                                     | '                                         |
| Precipitación total (mm)                  | 1.2                                       | 0.9                                       | 2.3                                       | 8.4                                       | 16.1                                      | 52.6                                      | 83.0                                      | 72.8                                      | 36.2                                      | 11.6                                      | 5.6                                       | 1.0                                       | 291.7                                     |
| Días de precipitaciones (≥ 1.0 mm)        | 0.6                                       | 0.3                                       | 0.8                                       | 2.0                                       | 3.4                                       | 7.5                                       | 11.4                                      | 9.5                                       | 5.6                                       | 2.4                                       | 1.4                                       | 0.4                                       | 45.3                                      |
| Horas de sol                              | 184.0                                     | 204.9                                     | 269.6                                     | 277.6                                     | 309.9                                     | 290.6                                     | 264.5                                     | 258.7                                     | 242.6                                     | 224.0                                     | 176.5                                     | 160.7                                     | 2863.6                                    |
| Fuente: NOAA (1963-1990)                  |                                           |                                           |                                           |                                           |                                           |                                           |                                           |                                           |                                           |                                           |                                           |                                           |                                           |

## Personajes Ilustres
- B. Nyam-Ochir (en mongol: Б. Ням-Очир), exalcalde de Khatgal, ha sido el gobernante que más tiempo ha servido entre 1987 y 1997.
- M. Togtokhnyam (en mongol: М. Тогтохням), expresidente de la Junta Nacional de la Infancia de Mongolia y alcalde de Khatgal
- Lundav Gundalai (en mongol: Ламжавын Гүндалай), exministro de salud y miembro del Gran Jural del Estado.